# Andiodrilus schutti
Andiodrilus schutti är en ringmaskart som först beskrevs av Wilhelm Michaelsen.  Andiodrilus schutti ingår i släktet Andiodrilus och familjen Glossoscolecidae. Inga underarter finns listade i Catalogue of Life.